# Cyananthus pilosus
Cyananthus pilosus är en klockväxtart som först beskrevs av Cecil Victor Boley Marquand, och fick sitt nu gällande namn av K.K.Shrestha. Cyananthus pilosus ingår i släktet Cyananthus, och familjen klockväxter. Inga underarter finns listade i Catalogue of Life.